# Munții Berzunți
Munții Berzunți  sunt o grupă muntoasă a Carpaților Moldo-Transilvani, aparținând de lanțul muntos al Carpaților Orientali. Cel mai înalt pisc este Vârful Berzunți, având 984 m. 